# Peter Trawny

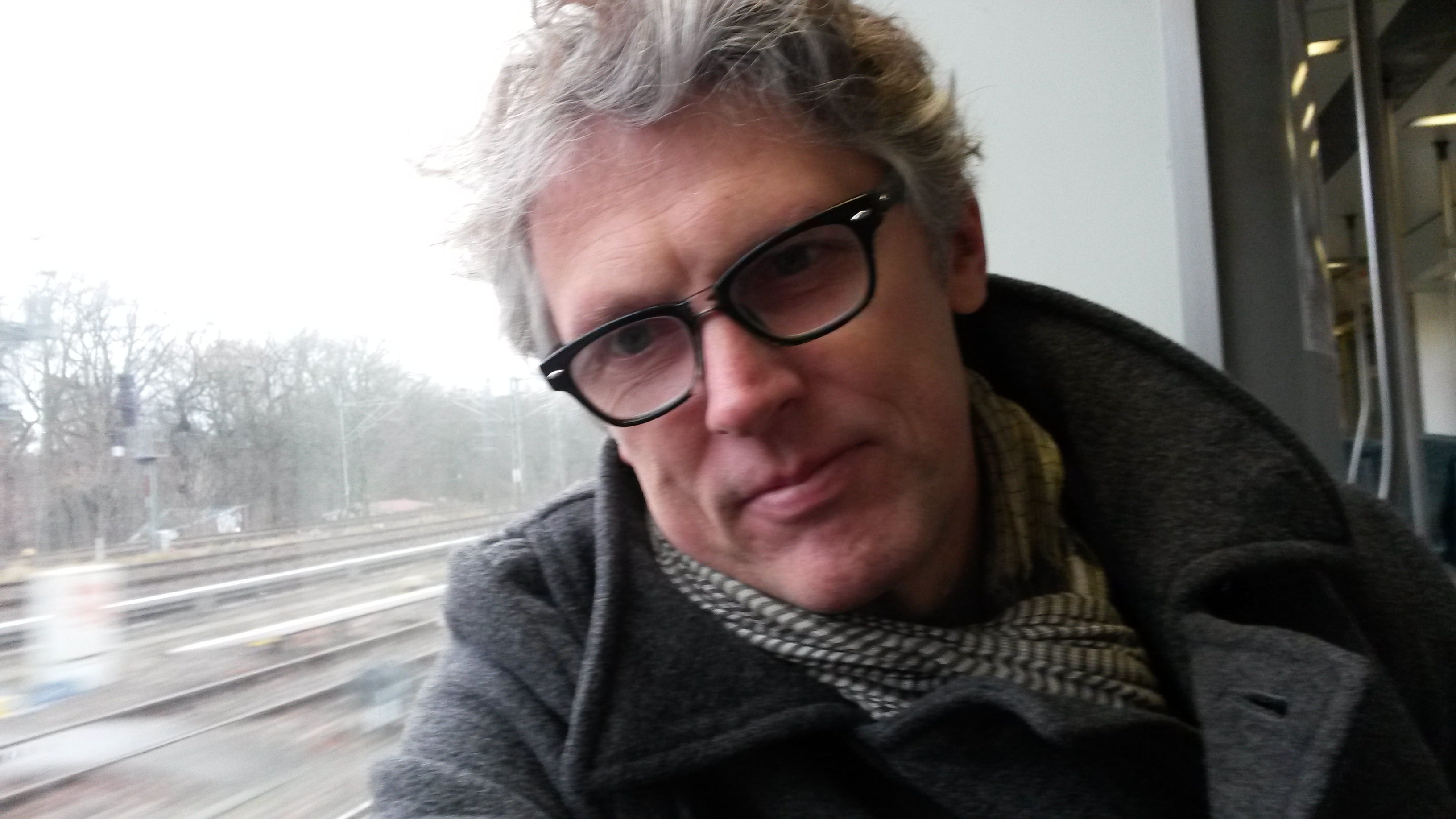
Peter Trawny (2015)

Peter Trawny (* 17. Dezember 1964 in Gelsenkirchen) ist ein deutscher Philosoph und Hochschullehrer an der Bergischen Universität Wuppertal. Er leitet dort das 2012 von ihm gegründete Martin-Heidegger-Institut.

## Leben
Trawny stammt aus einer Familie von Bergleuten und arbeitete nach der Schule selbst im Bergbau. Er studierte Philosophie, Musikwissenschaft und Kunstgeschichte an der Ruhr-Universität Bochum, wo er, nach einem Gastaufenthalt an der Albert-Ludwigs-Universität in Freiburg im Breisgau und an der Universität Basel, das Magisterium 1992 abschloss. 1995 wurde er in Wuppertal bei Klaus Held promoviert mit der Dissertation Grundstimmung. Martin Heideggers Phänomenologie der Welt zum Dr. phil., die mit dem Promotionsstipendium der Studienstiftung des deutschen Volkes gefördert und 1997 mit dem Zweiten Förderpreis aller Fakultäten der Bergischen Universität Wuppertal ausgezeichnet wurde. Danach folgte ein zweimonatiger Aufenthalt an der University of Kyoto in Japan mit einem Stipendium der Japan Society for the Promotion of Science. Ab 1997 war Peter Trawny wissenschaftlicher Assistent an der Bergischen Universität Wuppertal am Lehrstuhl des Phänomenologen Klaus Held. 2000 habilitierte er sich an der Universität Wuppertal zum Thema Die Zeit der Dreieinigkeit. Untersuchungen zur Trinität bei Hegel und Schelling. Gefördert durch die Fritz Thyssen Stiftung arbeitete er nach seiner Habilitation von 2001 bis 2003 am Philosophischen Seminar der Freiburger Albert-Ludwigs-Universität. Das Deutsche Literaturarchiv in Marbach am Neckar gewährte Trawny 2005 ein Vollstipendium und ehrte ihn 2006 mit dem Ernst-Jünger-Stipendium des Landes Baden-Württemberg. Im selben Jahr wurde er zum außerplanmäßigen Professor für Philosophie an der Bergischen Universität Wuppertal ernannt. 2009 vertrat Trawny eine W3-Professur an der Bergischen Universität für Ästhetik und Kulturphilosophie. 2011 folgte eine weitere Vertretungsprofessur an der Södertörns Högskola in Stockholm am Center for Baltic and East European Studies. 2012 begründete Trawny das Martin-Heidegger-Institut an der Bergischen Universität in Wuppertal, für dessen Unterstützung er unter anderem die Familie Heideggers gewinnen konnte.
Trawny lehrte neben seiner internationalen Vortrags- und Forschungstätigkeit als Gastprofessor an mehreren internationalen Universitäten, wie an der Universität Wien, der Tongji-Universität in Shanghai oder der Södertörns Högskola in Stockholm am Center for Baltic and East European Studies.

## Wissenschaftliche Arbeit
Trawnys Zugang zu philosophischen Problemen bedient sich einer phänomenologisch-hermeneutischen Methode. Im Zentrum seiner Arbeit befinden sich Fragen der Politischen Philosophie, der Ethik, der Technik- und Medienphilosophie sowie Fragen der Kunst und Literatur.
Neben seiner Forschung und Lehre ist Trawny durchgängig an der wissenschaftlichen Edition der Martin-Heidegger-Gesamtausgabe beteiligt.
Einer breiteren Öffentlichkeit wurde Peter Trawny als Herausgeber von Heideggers Notiz- und Denktagebüchern (den sogenannten Schwarzen Heften) bekannt, die die Debatte um Heideggers Verstrickung in den Nationalsozialismus neu entfacht haben. Trawny zeigt, dass Heideggers Antisemitismus nicht nur sein Privatleben prägte, sondern auch seine Philosophie der Seinsgeschichte kontaminiert. Trawny wurde in diesem Zusammenhang vorgeworfen, seine unkritische Haltung zu Heideggers Antisemitismus habe auf die Herausgebertätigkeit abgefärbt.

## Schriften (Auswahl)

### Selbständige Publikationen
- Martin Heideggers Phänomenologie der Welt, Karl Alber Verlag, Freiburg/München 1997, ISBN 978-3-495-47865-3
- Die Zeit der Dreieinigkeit. Untersuchungen zur Trinität bei Hegel und Schelling, Königshausen & Neumann, Würzburg 2002, ISBN 978-3-8260-2370-5
- Martin Heidegger. Einführung, Campus Verlag, Frankfurt und New York 2003, ISBN 978-3-593-37359-1
- Heidegger und Hölderlin oder Der Europäische Morgen, Königshausen & Neumann, Würzburg 2004, ISBN 978-3-8260-2631-7
- Denkbarer Holocaust. Die politische Ethik Hannah Arendts, Königshausen & Neumann, Würzburg 2005, ISBN 978-3-8260-3082-6
- Sokrates oder Die Geburt der Politischen Philosophie, Königshausen & Neumann, Würzburg 2007, ISBN 978-3-8260-3625-5
- Die Autorität des Zeugen. Ernst Jüngers politisches Werk, Matthes & Seitz, Berlin 2009, ISBN 978-3-88221-643-1
- „Adyton“. Heideggers esoterische Philosophie, Matthes und Seitz, Berlin 2010, ISBN 978-3-88221-662-2
- Medium und Revolution, Matthes und Seitz, Berlin 2011, ISBN 978-3-88221-574-8
- Ins Wasser geschrieben, Matthes und Seitz, Berlin 2013, ISBN 978-3-88221-045-3
- Heidegger und der Mythos der jüdischen Weltverschwörung, Vittorio Klostermann, Frankfurt am Main 2014, ISBN 978-3-465-04204-4
- Europa und die Revolution, Matthes und Seitz, Berlin 2014, ISBN 978-3-95757-061-1
- Irrnisfuge, Matthes und Seitz, Berlin 2014, ISBN 978-3-95757-032-1
- Technik. Kapital. Medium. Das Universale und die Freiheit, Matthes und Seitz, Berlin 2015, ISBN 978-3-95757-091-8
- Martin Heidegger. Eine kritische Einführung, Vittorio Klostermann, Frankfurt am Main 2016, ISBN 978-3-465-04261-7, Zweite, erweiterte und verbesserte Auflage 2024, ISBN 978-3-465-04639-4.
- Was ist deutsch? Adornos verratenes Vermächtnis, Matthes und Seitz, Berlin 2016, ISBN 978-3-95757-376-6.
- Heidegger Fragmente. Eine philosophische Biographie, S. Fischer, Frankfurt am Main 2018, ISBN 978-3-10-397299-3
- kamikaze musike. playlist, Matthes und Seitz, Berlin 2019, ISBN 978-3-95757-802-0.
- Unter der Platane. Ein philosophisches Gespräch, Vittorio Klostermann, Frankfurt am Main 2019, ISBN 978-3-465-04415-4.
- Philosophie der Liebe, S. Fischer, Frankfurt am Main 2019, ISBN 978-3-10-397431-7.
- Krise der Wahrheit, S. Fischer, Frankfurt am Main 2021, ISBN 978-3-10-397065-4.
- Hitler, die Philosophie und der Hass. Anmerkungen zum identitätspolitischen Diskurs, Matthes & Seitz, Berlin 2022, ISBN 978-3-7518-0529-2.
- Aschenplätze. Eine Theorie dieses Subjekts, Matthes & Seitz, Berlin 2025, ISBN 978-3-751-80414-1.

### Editionen im Rahmen der Martin Heidegger Gesamtausgabe
- Martin Heidegger: Die Geschichte des Seyns. 1. Die Geschichte des Seyns. 2. Koinon. Aus der Geschichte des Seyns. Gesamtausgabe Bd. 69. Vittorio Klostermann, Frankfurt am Main 1998, ISBN 978-3-465-02979-3.
- Martin Heidegger: Zu Ernst Jünger. Gesamtausgabe Bd. 90. Verlag Vittorio Klostermann, Frankfurt am Main 2004, ISBN 978-3-465-03325-7.
- Martin Heidegger: Seminare Hegel – Schelling. Gesamtausgabe Bd. 86. Verlag Vittorio Klostermann, Frankfurt am Main 2011, ISBN 978-3-465-03682-1.
- Martin Heidegger: Der Anfang der abendländischen Philosophie (Anaximander und Parmenides). Gesamtausgabe Bd. 35. Verlag Vittorio Klostermann, Frankfurt am Main 2012, ISBN 978-3-465-03726-2.
- Martin Heidegger: Zum Ereignis-Denken. Gesamtausgabe Bd. 73. Verlag Vittorio Klostermann, Frankfurt am Main 2013, ISBN 978-3-465-03805-4.
- Martin Heidegger: Überlegungen II–VI (Schwarze Hefte 1931–1938). Gesamtausgabe Bd. 94. Verlag Vittorio Klostermann, Frankfurt am Main 2014, ISBN 978-3-465-03814-6.
- Martin Heidegger: Überlegungen VII–XI (Schwarze Hefte 1938/39). Gesamtausgabe Bd. 95. Verlag Vittorio Klostermann, Frankfurt am Main 2014, ISBN 978-3-465-03832-0.
- Martin Heidegger: Überlegungen XII–XV (Schwarze Hefte 1939–1941). Gesamtausgabe Bd. 96. Verlag Vittorio Klostermann, Frankfurt am Main 2014, ISBN 978-3-465-03838-2
- Martin Heidegger: Anmerkungen I–V (Schwarze Hefte 1942–1948). Gesamtausgabe Bd. 97. Verlag Vittorio Klostermann, Frankfurt am Main 2015, ISBN 978-3-465-03870-2.
- Martin Heidegger: Zollikoner Seminare. Gesamtausgabe Bd. 89. Verlag Vittorio Klostermann, Frankfurt am Main 2017, ISBN 978-3-465-03998-3.
- Martin Heidegger: Anmerkungen VI–IX (Schwarze Hefte 1948/49–1951). Gesamtausgabe Bd. 98. Verlag Vittorio Klostermann, Frankfurt am Main 2018. ISBN 978-3-465-00583-4.
- Martin Heidegger: Vier Hefte I und II (Schwarze Hefte 1947–1950). Gesamtausgabe Bd. 99. Verlag Vittorio Klostermann, Frankfurt am Main 2019. ISBN 978-3-465-00776-0.
- Martin Heidegger: Logik als die Frage nach dem Wesen der Sprache. Gesamtausgabe Bd. 38 A. Verlag Vittorio Klostermann, Frankfurt am Main 2020. ISBN 978-3-465-01667-0.
- Martin Heidegger: Vigiliae und Notturno (Schwarze Hefte 1952/53 bis 1957). Gesamtausgabe Bd. 100. Verlag Vittorio Klostermann, Frankfurt am Main 2020. ISBN 978-3-465-01121-7.
- Martin Heidegger: Winke I und II (Schwarze Hefte 1957–1959). Gesamtausgabe Bd. 101. Verlag Vittorio Klostermann, Frankfurt am Main 2021. ISBN 978-3-465-01734-9.
- Martin Heidegger: Vorläufiges I–IV (Schwarze Hefte 1963–1970). Gesamtausgabe Bd. 102. Verlag Vittorio Klostermann, Frankfurt am Main 2020. ISBN 978-3-465-02690-7.

### Artikel (Auswahl)
- Von der Liebe. Anmerkungen zu einer poetischen Phänomenologie bei Rainer Maria Rilke. In: Phänomenologische Forschungen. Neue Folge 1.–2. Halbband. 1996, S. 221–238.
- Über das Verhältnis von Herz und Vernunft im Denken Kants und Hegels. Anmerkungen zu einer Metapher. In: Kant-Studien 89. Jahrgang. 1998, S. 318–334.
- The Future of Time: Reflections on the conception of Time in Hegel and Heidegger. In: Research in Phenomenology. Vol. XXX. Hrsg. von John Sallis. 2000, S. 12–39.
- Avis aux Barbares! «Ces barbares qui tout calculent...». Heidegger – de l’Allemagne à l’Europe. In: L’Infini 95. 2006, S. 66–93.
- Verstehen und Urteilen. Hannah Arendts Interpretation der Kantischen „Urteilskraft“ als politisch-ethische Hermeneutik. In: Zeitschrift für philosophische Forschung. Band 60. Heft 2. 2006, S. 269–289.
- Die Moderne als Weltkrieg. Der Krieg bei Heidegger und Patočka. In: Studia Phaenomenologica Vol. VII (The Phenomenology of Jan Patočka). 2007, S. 376–394.
- Das Trauma des Holocaust als Anfang der Philosophie. Nach Hannah Arendt und Emmanuel Levinas. In: Zeitschrift für Genozidforschung. 2007. Heft 2, S. 118–132.
- Das Ideal des Weisen. Zum Verhältnis von Philosophie und Philosoph bei Kant. In: Kant-Studien. 99. Jahrgang. Heft 4 (2008), S. 456–476.
- „Was ist ‚Deutschland‘?“ Ernst Jüngers Bedeutung für Martin Heideggers Stellung zum Nationalsozialismus. In: Heidegger-Jahrbuch 5. 2009, S. 209–234.
- Artikel „Martin Heidegger“. In: Die deutsche Philosophie im 20. Jahrhundert. Ein Autorenhandbuch. Hrsg. von Thomas Bedorf und Andreas Gelhard. WBG: Darmstadt 2012.

## Ehrungen und Auszeichnungen
- 1990 Kompositionspreis der Stadt Krefeld für Neue Musik und Literatur
- 1990–1993 Stipendium der Studienstiftung des deutschen Volkes
- 1993–1995 Promotionsstipendium der Studienstiftung des deutschen Volkes
- 1997 Zweiter Förderpreis aller Fakultäten der Bergischen Universität Wuppertal
- 2005 Vollstipendium des Deutschen Literaturarchivs in Marbach am Neckar
- 2006 Ernst-Jünger-Stipendium des Landes Baden-Württemberg